# Spirorbis dorsatus
Spirorbis dorsatus är en ringmaskart som beskrevs av Bush in Moore och Bush 1904. Spirorbis dorsatus ingår i släktet Spirorbis och familjen Serpulidae. Inga underarter finns listade i Catalogue of Life.